# Edsberg, Sollentuna kommun
Edsberg är en kommundel i Sollentuna kommun med de namngivna områdena Edsbacka, Landsnora, Kvarnskogen, Edsbergs centrum, Östra Edsberg, Edsängen, Edsbergs sportfält, Snuggan Väsjön och Rösjön. Där ligger bland annat Edsbergs slott, Rudbecksskolan, Edsbergskyrkan, Sollentuna sim- och sporthall och Edsbacka krog.

## Beskrivning
I dagligt tal betyder Edsberg området med flerfamiljshus norr och söder om Danderydsvägen med Edsbergs centrum och Edsbergskyrkan i mitten. Detta område har ett stort antal hyresrättshus på Skyttevägen och insidan av ringleden Ribbings väg (norra Edsberg). Två bostadsrättsföreningar flankerar. Brf Platån ligger på berget bakom Skyttevägen med adresserna Flintlåsvägen och Lodvägen medan bostadsrättsföreningen Solhjulet ligger bakom Edsbergskyrkan och ner mot Danderydsvägen på adresserna Kruthornsvägen, Ribbings vägs jämna nummer och Kaplansbacken. Formellt sett heter dessa områden Edsbergs centrum och Östra Edsberg.
I kommundelen Edsberg ligger också det lite äldre villaområdet Landsnora som sträcker sig österut från Edsbergsparken längs med Edsviken. Vidare finns Kvarnskogen som är ett nybyggt område med företrädesvis radhus men även en del villor och två flerfamiljshus. Detta område ligger söder om Danderydsvägen och Östra Edsberg. Området Edsbacka ligger på höjden mellan Sollentuna sim- och sporthall och Sollentunavägen och består av ett antal flerfamiljshus som tillsammans bildar Brf Edsbacka. Edsängen är det första området till höger längs med Frestavägen mot Täby och består av en blandning av radhus och villor. Sommarstugeområdena Norrsättra och Södersättra bortanför Väsjön samt några få hus på andra sidan Rösjön (som bara kan nås med väg genom Danderyd) hör också till kommundelen Edsberg.
Edsbergs centrum var när det öppnades 1964 Sollentunas största centrum med 18 butiker. De färgglada höghusen på Drevkarlsstigen syns på långt håll, likaså terrasshusen som uppfördes 1986 på Platåvägen.
I Edsberg finns skolorna Rösjöskolan (årskurs 1-6) och Edsbergsskolan (årskurs 7-9).

## Galleri

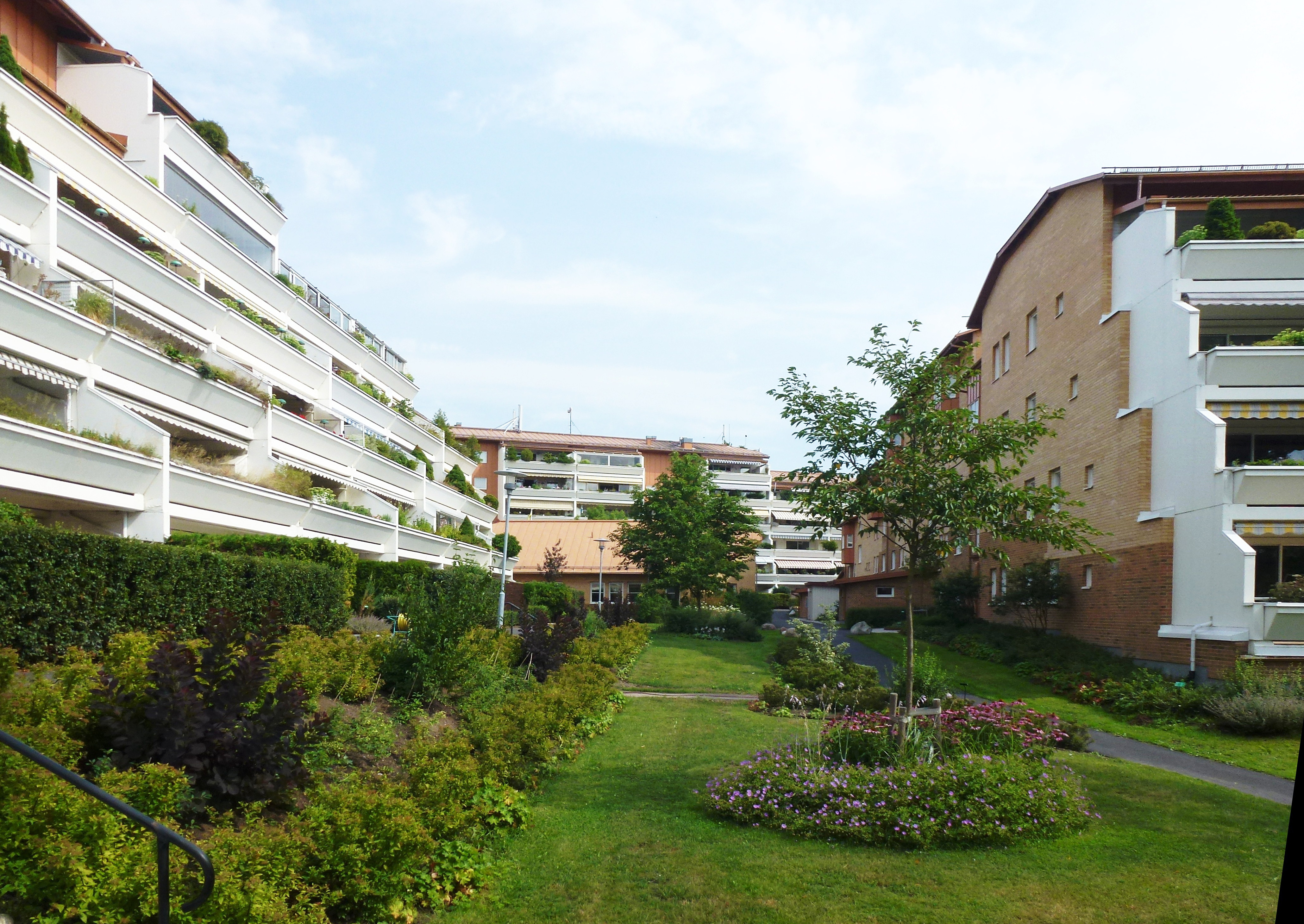
Terrasshus från 1986 på Platåvägen
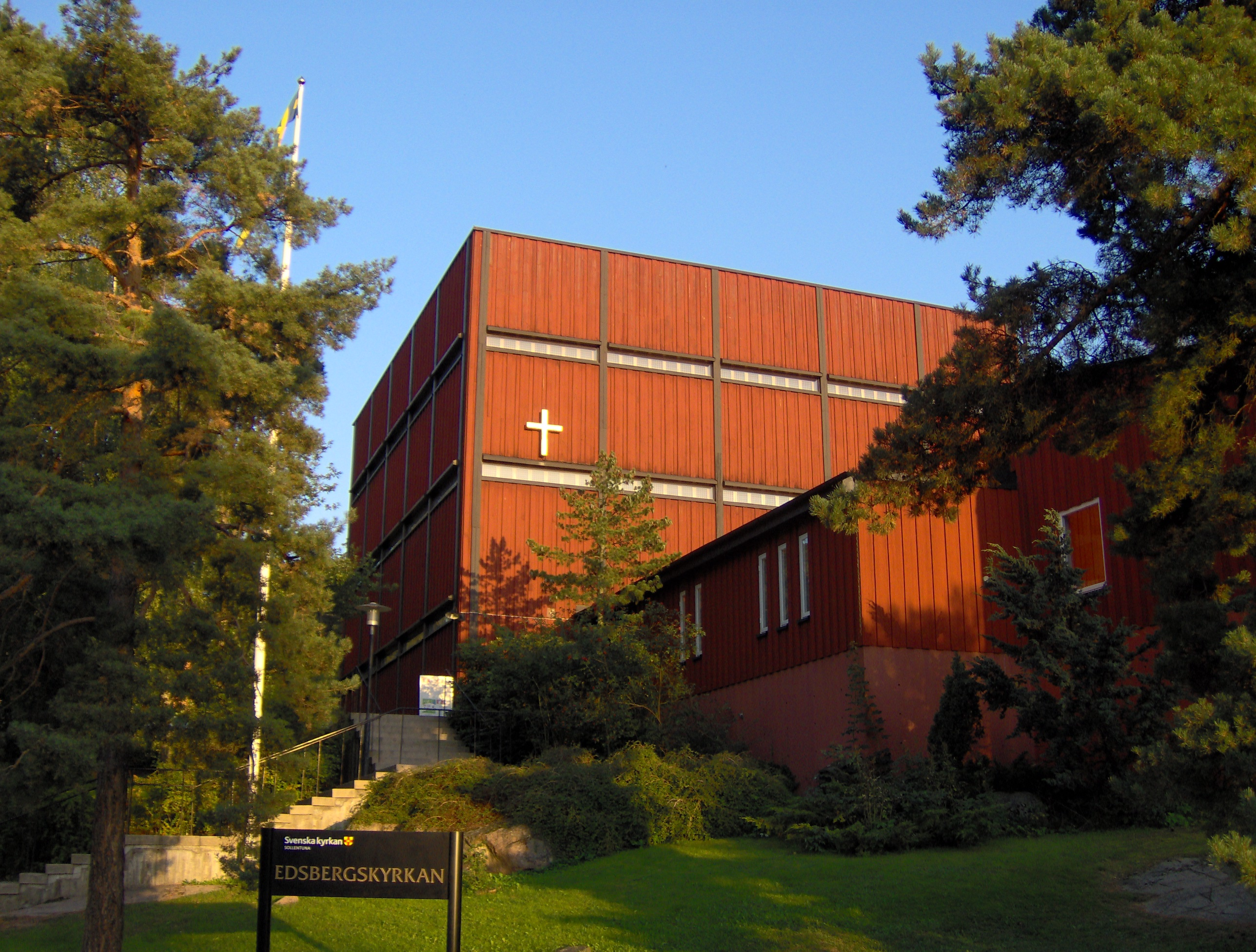
Edsbergskyrkan
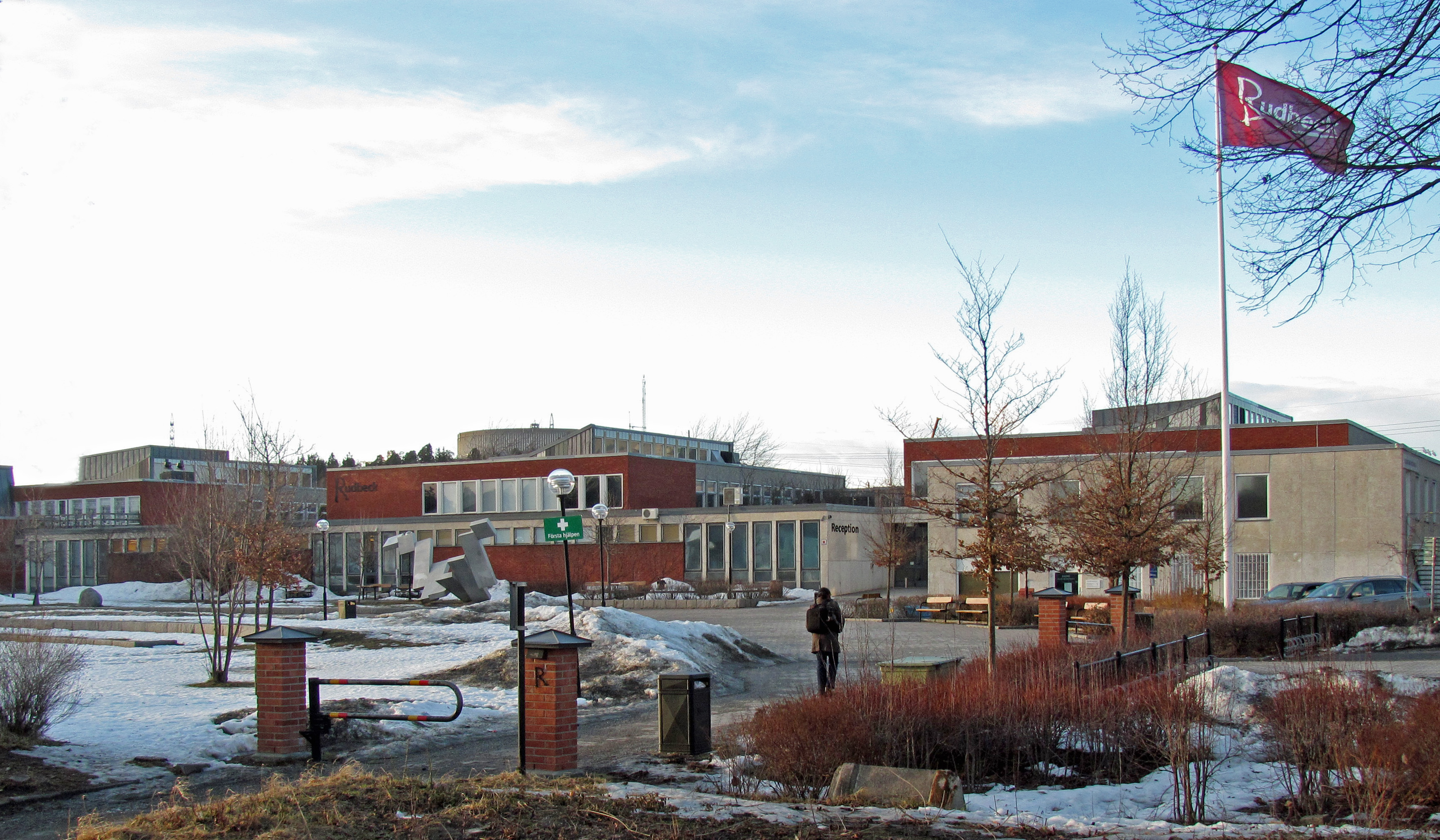
Rudbecksskolan, Sollentunas största gymnasieskola.
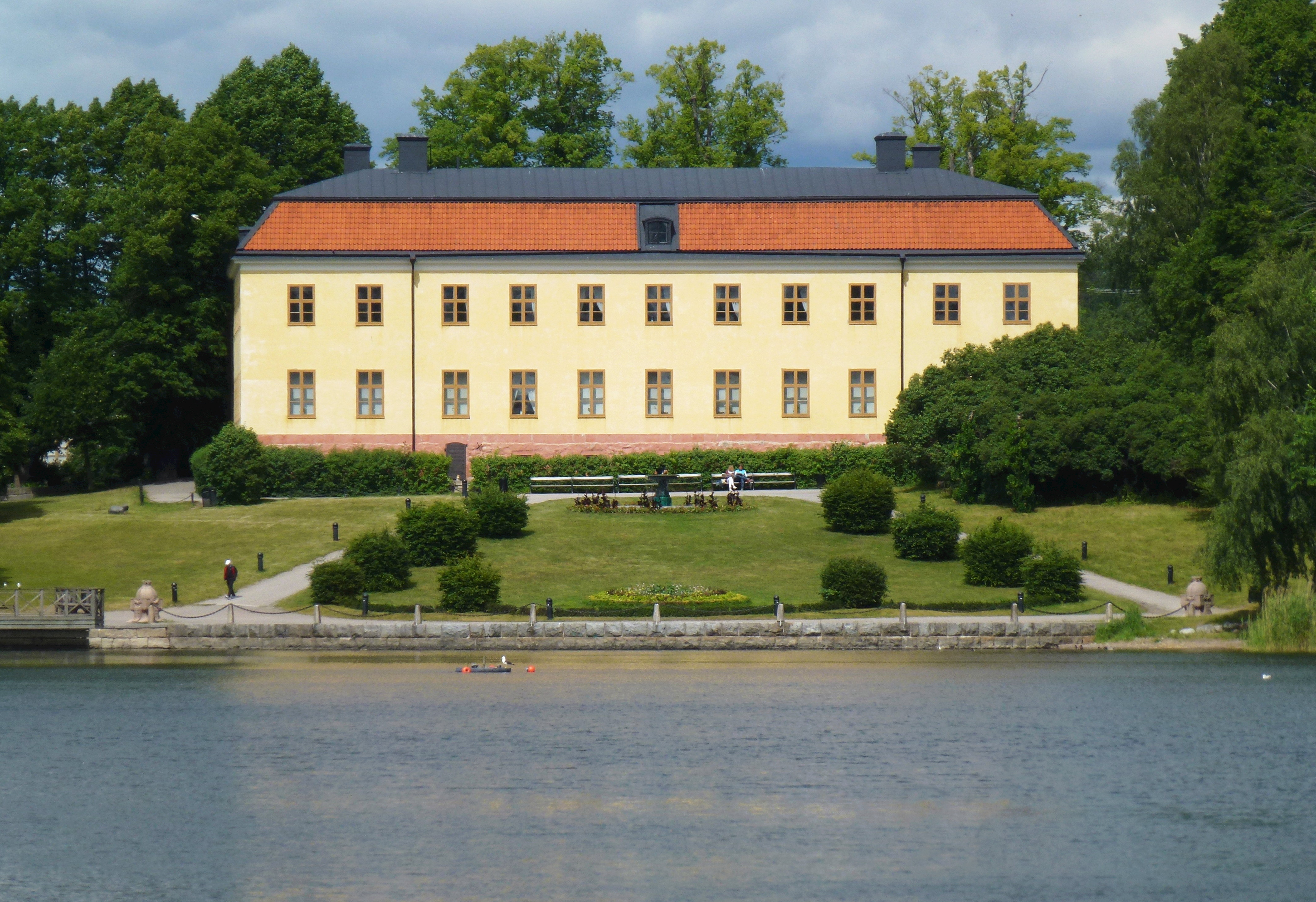
Edsbergs slott